# Манассе III (граф Ретеля)

Графство Ретель на карте северо-восточной Франции XII веке

Манассе III (фр. Manassès III de Rethel; ок. 1030—1081 или после) — граф Ретеля.

## Биография

### Правление
Родился около 1030 года. Точное происхождение не выяснено. Предположительно, внук Манассе II, который в последний раз упоминается в документе 1026 года. В генеалогиях иногда называется его сыном, что теоретически возможно, но маловероятно.
Сам Манассе III упоминается в современных ему документах дважды: одна хартия без даты, вторая — от 26 сентября 1081 года.

### Семья
Жена — Юдит. О её происхождении существуют 3 версии:
- (хронологически маловероятно из-за большого разрыва в датах) Юдит де Руси, сестра Эбля I де Руси.
- Ида де Булонь, дочь графа Булони Эсташа I. Эта версия объясняет родство королей Иерусалима Балдуина I и Балдуина II, хотя существует и другое объяснение. Большой минус данной версии — в Genealogica comitum Boloniensium Ида де Булонь не упоминается.
- Юдит Лотарингская, дочь герцога Нижней Лотарингии Готфрида II.

Наиболее вероятная версия — третья.
Дети:
- Рено, умер в молодом возрасте.
- Гуго (ок. 1060 — 28 декабря 1118), граф Ретеля
- дочь.